# Scopula nivellearia
Scopula nivellearia là một loài bướm đêm trong họ Geometridae.